# Кула Скајлајн Београд
Кула Скајлајн Београд, позната и као Skyline Afi Tower, тридесетједноспратни је облакодер у Београду.
Кула се налази у оквиру стамбено-пословног комплекса Скајлајн Београд (енгл. Skyline Belgrade) у Улици кнеза Милоша у Београду, на месту бивше зграде савезног Министарства унутрашњих послова, која је делимично срушена за време НАТО бомбардовања 1999. године.

## Опште карактеристике
Кула Скајлајн након завршетка изградње је постала трећа највиша зграда у Србији, рачунајући висине без антена. Рачунајући антене, дакле грађевину Ушће 1 и Западну капију Београда, Скајлајн је пета највиша зграда у Србији.
Кула Скајлајн ће има висину од 132 , 31 спрат и простире се на скоро 40.000 2.
Зграда има чак једанаест брзих лифтова за запослене и посетиоце, а поседоваће и простор за издавање на сваком спрату. У оквиру ове пословне куле, налази се и подземна гаража са 473 места за паркирање. Инвеститор пројекта је израелска фирма AFI Europe Serbia.

## Изградња
Изградња је почела у новембру 2020. године. Закључно са јануаром 2022. године, готово је завршена сама конструкција, а увелико траје постављање стаклене фасаде. Комплетна изградња завршена је крајем 2022. године. Све три зграде су су завршене у априлу 2024. године.